# Wings (BTS)
Wings è il quarto album in studio del gruppo musicale sudcoreano BTS, pubblicato il 10 ottobre 2016. Una riedizione, You Never Walk Alone, è stata pubblicata il 13 febbraio 2017, con tre brani in più.
Entrambi gli album sono stati positivamente recensiti dai critici e hanno avuto un ampio riscontro commerciale, con oltre 2,15 milioni di copie fisiche vendute al marzo 2020. Wings è stato l'album più venduto in Corea nel 2016 secondo la Circle Chart.

## Antefatti e pubblicazione

### Wings
L'album è stato annunciato il 5 settembre 2016 dalla Big Hit Entertainment con il caricamento su YouTube del primo di sette cortometraggi promozionali. Ciascuno contiene un inedito solista eseguito da uno dei membri del gruppo e corrisponde ad una traccia dell'album. Il primo è stato Begin (Jung Kook); si è poi proseguiti giornalmente con Lie (Jimin), Stigma (V), First Love (Suga), Reflection (Rap Monster), Mama (J-Hope ) e Awake (Jin).
Il 25 settembre è uscito su YouTube il trailer Boy Meets Evil, brano introduttivo del disco eseguito da J-Hope. Il 6 ottobre è stata resa nota la tracklist, mentre il 7 è stato annunciato che Blood Sweat & Tears sarebbe stato l'apripista del disco, il quale avrebbe avuto quattro versioni fisiche (W, I, N e G), differenti tra loro per le foto contenute nel libretto dei testi, pubblicate tra la fine di settembre e l'inizio di ottobre.
Le promozioni del disco ai programmi musicali locali sono durate un mese, iniziando il 13 ottobre a M Countdown, dove si sono esibiti con Blood Sweat & Tears, 21st Century Girl e Am I Wrong, e terminando il 6 novembre a Inkigayo. Il 12 novembre hanno eseguito per la prima volta i brani di Wings ad un concerto, il BTS 3rd Muster [Army.Zip +].
Il 15 marzo 2017 è stata pubblicata l'edizione giapponese, contenente il CD e un DVD con il video musicale di Blood Sweat & Tears e una galleria di foto.

### You Never Walk Alone
Il 23 gennaio 2017 la Big Hit Entertainment ha annunciato che il 13 febbraio sarebbe stata pubblicata la riedizione di Wings, You Never Walk Alone. Essa sarebbe uscita in due versioni fisiche, "destra" e "sinistra", differenti tra loro nella grafica. La riedizione contiene tutte le tracce di Wings, oltre a quattro brani inediti: Spring Day (apripista del disco), Not Today, A Supplementary Story: You Never Walk Alone e una versione estesa di Interlude: Wings rinominata Outro: Wings.
Il 12 febbraio 2017 i BTS hanno tenuto una presentazione del disco su V Live, mentre il 18 febbraio è iniziato il Wings Tour a sostegno dell'album, con spettacoli in Corea del Sud, America e vari Paesi asiatici. Una settimana di promozioni ai programmi musicali ha avuto inizio il 23 febbraio, con Spring Day e Not Today che sono state eseguite a M Countdown. Outro: Wings è stata ritenuta non adatta alla trasmissione dalla KBS per il testo contenente "volgarità".

## Descrizione

### Wings
Wings ha rappresentato la trasformazione più matura dei BTS fino a quel momento, mescolando i temi della giovinezza affrontati in precedenza a quelli della tentazione e delle avversità. Secondo Rap Monster, ogni canzone riflette le difficoltà affrontate dal gruppo, rispecchiando le persone che erano. Fortemente influenzato dal romanzo di formazione Demian di Hermann Hesse, contiene paralleli con la crescita psicologica di Emil Sinclair, quali il confronto tra il bene e il male, e segna l'inizio dell'esplorazione della filosofia jungiana da parte del gruppo.
Intro: Boy Meets Evil imposta il sound oscuro dell'album, paragonando l'ambizione ad un veleno e l'amore a un male cui non si riesce a resistere. Parlando di Blood Sweat & Tears durante la conferenza stampa del 10 ottobre 2016, il gruppo ha spiegato: "Più è difficile resistere ad una tentazione, più ci si pensa e si vacilla. Quell'incertezza fa parte del processo di crescita. Blood Sweat & Tears è una canzone che mostra come si pensa, come si sceglie, e come si cresce, [...] trasmettendo una determinazione ottimista ad utilizzare le nostre ali per andare lontano, anche se dovessimo incrociare le tentazioni nella vita". Unendo moombahton, trap e tropical house, illustra la perdita dell'innocenza e la caduta in tentazione della gioventù. Begin parla del trasferimento di Jung Kook a Seul e dell'incontro con gli altri membri della band, incapsulando l'inizio di un percorso di crescita. Lie illustra le problematiche dello stigma interiorizzato, descritto come "liscio come un serpente", che mina l'autostima e alimenta la sindrome dell'impostore; continuando sullo stesso tema, Stigma è una canzone di genere neo soul dall'atmosfera gotica in cui V prega che qualcuno lo salvi dal senso di colpa per non essere riuscito a salvare una persona amata. Mama racconta dei ricordi infantili di J-Hope su sua madre, mentre in Reflection Rap Monster paragona la vita ad una messa in scena, raccontando di emozioni come ansia, depressione, ambiguità e solitudine. Il suo video introduce l'immagine del dio Abraxas da Demian, rappresentando la dualità tra transitorio e permanente contenuta nel testo sulla caducità della vita. Awake, prima esperienza di Jin come co-compositore, è incentrata sulla lotta per raggiungere i propri obiettivi nonostante tutto, ponendosi inoltre come riflessione personale sul suo rapporto con gli altri membri del gruppo, rappresentati da sei petali di fiore. In First Love, Suga parla di come il suo primo pianoforte fosse una forma di escapismo durante la sua infanzia, mentre in Lost i quattro cantanti del gruppo esprimono l'oppressione causata dalle aspettative, e BTS Cypher Pt. 4 vede i tre rapper ringraziare gli hater per aver alimentato la loro popolarità. 21st Century Girl è stata scritta da Rap Monster con l'obiettivo di incoraggiare le donne. Am I Wrong, che campiona l'omonimo brano di Keb' Mo' del 1994, ha come argomento l'apatia verso lo stato delle cose nell'era dell'informazione, e critica l'affermazione di un parlamentare sudcoreano secondo il quale nel Paese serviva un sistema di caste perché il 99% del popolo era formato da "cani e porci", con Suga che rappa "Siamo tutti cani e porci, siamo diventati cani perché siamo arrabbiati". Two! Three! (Still Wishing For Better Days) è la prima canzone ufficiale dedicata ai fan, a cui viene chiesto di "cancellare tutti i ricordi tristi" e "sorridere tenendosi per mano". Interlude: Wings è influenzata dall'house di Chicago degli anni Ottanta e dall'eurodance degli anni Novanta e parla della parola chiave dell'album, "ali", affermando che, anche se si inizia con una sola piuma, alla fine si verrà sostenuti da delle ali complete.

### You Never Walk Alone
You Never Walk Alone rappresenta la continuazione di Wings e raccoglie storie non incluse nel disco precedente, oltre a contenere messaggi di consolazione e speranza rivolti ai giovani. Il testo del rap di Spring Day, scritto da Suga e Rap Monster, il quale ha anche composto la melodia principale, invita a non perdere la speranza di ricongiungersi con un amico da cui ci si è separati. È un brano di genere alternative hip hop, con elementi di rock britannico e musica elettronica. Il secondo apripista dell'album, Not Today, è invece una canzone moombahton che esorta a non arrendersi, incoraggiando la gente a radunarsi contro la corruzione del governo e a distruggere le barriere invisibili che impediscono di aver successo. Outro: Wings aggiunge nuova strofa rap a Interlude: Wings. In A Supplementary Story: You Never Walk Alone, una traccia R&B dal ritmo lento, i BTS esprimono la tematica centrale del disco offrendo conforto a coetanei e compagni di viaggio, e proclamando il proprio amore per i fan che li hanno sostenuti.

## Accoglienza
| Recensione | Giudizio |
| ---------- | -------- |
| AllMusic   |          |
| IZM        |          |

Wings ha ricevuto recensioni principalmente positive dai critici, per aver affrontato tematiche sociali come la salute mentale e la legittimazione femminile. Jeff Benjamin di Fuse ha scritto che "prende il verso giusto permettendo ai sette membri di spiegare le loro ali artistiche e consolidare le loro identità individuali – tutto mentre conservano un'identità di gruppo forte come non mai". Fuse ha inserito Wings alla posizione numero 13 della sua lista dei 20 album migliori del 2016, lodando le "canzoni vulnerabili e oneste" e le tracce variegate. Billboard l'ha scelto come album K-pop migliore dell'anno definendolo un "traguardo tutto suo", lodando il coinvolgimento dei BTS nella scrittura e nella composizione dei brani, e la scelta di lasciar cantare un assolo a ciascuno secondo il proprio stile individuale, mostrando che "possono competere con i grandi del pop". La rivista ha descritto anche la musica dei BTS come "progressista", riferendosi ai suoni tropical house e EDM e ai testi che parlano del lato più oscuro dei problemi mentali. Nick Murray di Rolling Stone ha indicato Wings come "uno degli album pop concettualmente e sonoramente più ambiziosi del 2016". Il critico Kim Young-dae l'ha definito "un capolavoro creato nel tono più oscuro e depresso", apprezzando la scelta di includere degli assoli, esprimendo in tal modo il potenziale e l'individualità dei singoli membri del gruppo come musicisti indipendenti.
Tamar Herman di Billboard ha descritto Spring Day come la combinazione degli elementi rap per i quali i BTS sono diventati noti a "voci surreali e testi bramosi". Herman ha chiamato Not Today, la controparte di Spring Day, un inno al potere per "tutti gli sfortunati del mondo". Spring Day è stata considerata la canzone K-pop migliore del 2017 da Dazed Digital, e la rivista l'ha descritta come "uno studio intelligente, convincente ed elegantemente misurato sulla perdita e la brama" che "evita deliberatamente cliché e dramma".

## Tracce
1. J-Hope – Intro: Boy Meets Evil – 2:01 (Pdogg, J-Hope, Rap Monster)
2. Blood Sweat & Tears (피 땀 눈물?, Pi ttam nunmulLR) – 3:37 (Pdogg, Rap Monster, Suga, J-Hope, "Hitman" Bang, Kim Do-hoon)
3. Jung Kook – Begin – 3:49 (Tony Esterly, David Quinones, Rap Monster)
4. Jimin – Lie – 3:35 (Docskim, Sumin, "Hitman" Bang, Jimin, Pdogg)
5. V – Stigma – 3:36 (Philtre, V, Slow Rabbit, "Hitman" Bang)
6. Suga – First Love – 3:09 (Miss Kay, Suga)
7. Rap Monster – Reflection – 3:53 (Rap Monster, Slow Rabbit)
8. J-Hope – Mama – 3:32 (Primary, Pdogg, J-Hope)
9. Jin – Awake – 3:46 (Slow Rabbit, Jin, J-Hope, June, Pdogg, Rap Monster, "Hitman" Bang)
10. Jin, Jimin, V e Jung Kook – Lost – 4:01 (Pdogg, Supreme Boi, Peter Ibsen, Richard Rawson, Lee Paul Williams, Rap Monster, June)
11. Rap Monster, Suga e J-Hope – BTS Cypher Pt. 4 – 4:54 (Chris "Tricky" Stewart, Spanker, Rap Monster, J-Hope, Suga, Pdogg)
12. Am I Wrong – 3:33 (Sam Klempner, James Reynolds, Josh Wilkinson, Rap Monster, Supreme Boi, Gaeko, Pdogg, Adora)
13. 21st Century Girl (21세기 소녀?, 21segi sonyeoLR) – 3:12 (Pdogg, "Hitman" Bang, Rap Monster, Supreme Boi)
14. Two! Three! (Still Wishing There Will Be Better Days) (둘! 셋! (그래도 좋은 날이 더 많기를)?, Dul! Set! (Geuraedo joh-eun nal-i deo manhgireul)LR) – 4:32 (Slow Rabbit, Pdogg, "Hitman" Bang, Rap Monster, J-Hope, Suga)
15. Interlude: Wings – 2:24 (Pdogg, Adora, Rap Monster, J-Hope, Suga)

Note:
- Lie contiene un'interpolazione da La vida breve di Manuel de Falla.
- Lo scrittore originale di Am I Wrong è Kevin Moore.

Tracce aggiuntive di You Never Walk Alone
1. Spring Day (봄날?, BomnalLR) – 4:34 (Pdogg, Rap Monster, Adora, "Hitman" Bang, Arlissa Ruppert, Peter Ibsen, Suga)
2. Not Today – 3:51 (Pdogg, "Hitman" Bang, Rap Monster, Supreme Boi, June)
3. Outro: Wings – 3:45 (Pdogg, Adora, Rap Monster, J-Hope, Suga)
4. A Supplementary Story: You Never Walk Alone – 2:36 (Pdogg, "Hitman" Bang, Rap Monster, Suga, J-Hope, Supreme Boi)

Note:
- Outro: Wings sostituisce Interlude: Wings.

## Formazione
Crediti tratti dalle note di copertina di You Never Walk Alone.
Gruppo
- Jin – voce, gang vocal (traccia 8), scrittura (traccia 9)
- Suga – rap, scrittura (tracce 2, 6, 11, 14-15, 17-18), produzione (traccia 6), arrangiamento rap (tracce 6, 14), registrazione (traccia 6), gang vocal (traccia 8)
- J-Hope – rap, scrittura (tracce 1-2, 8-9, 11, 14, 17-18), ritornello (traccia 8), gang vocal (traccia 8), arrangiamento rap (traccia 14), registrazione (tracce 14, 17)
- Rap Monster – rap, scrittura (tracce 1-3, 7, 9-18), produzione (traccia 7), tastiera (traccia 7), sintetizzatore (traccia 7), ritornello (traccia 7), arrangiamento rap (tracce 7, 11, 14), registrazione (tracce 7, 11), gang vocal (traccia 8)
- Jimin – voce, ritornello (traccia 2), scrittura (traccia 4), gang vocal (traccia 8)
- V – voce, scrittura (traccia 5), ritornello (traccia 5), gang vocal (traccia 8)
- Jung Kook – voce, ritornelli (tracce 2-3, 10, 12-18), gang vocal (traccia 8)

Produzione
- Adora – scrittura (tracce 12, 15, 17), ritornello (traccia 17), registrazione (traccia 17)
- Ahn Soo-wan – arrangiamento archi (traccia 9)
- Baek Kyung-hoon – registrazione (tracce 4, 9)
- "Hitman" Bang – scrittura (tracce 2, 4-5, 9, 13-16, 18)
- Maddox Chhim – missaggio (traccia 11)
- DJ Friz – scratch (traccia 8)
- Docskim – scrittura (traccia 4), produzione (traccia 4), piano (traccia 4), sintetizzatore (traccia 4), basso (traccia 4), arrangiamento archi (traccia 4), arrangiamento voci (traccia 4), registrazione (traccia 4)
- Alex Deyoung – mastering
- Phebe (Althea) Edwards – ritornello (traccia 8)
- Tony Esterly – scrittura (traccia 3), produzione (traccia 3), sintetizzatore (traccia 3), basso (traccia 3), programmazione (traccia 3)
- Gaeko – scrittura (traccia 12)
- Go Hyun-jung – missaggio (traccia 5)
- Bob Horn – missaggio (tracce 4, 9)
- Jamie Humphries – chitarra (traccia 12)
- Peter Ibsen – scrittura (tracce 10, 15), registrazione (traccia 15)
- Jo Hyung-won – ritornello (traccia 4)
- Jaycen Joshua – missaggio (traccia 11)
- June – ritornello (tracce 5-6, 8-9, 16), registrazione (tracce 5-6, 8, 14, 16), scrittura (tracce 9-10, 16)
- Jung Jae-pil – chitarra (tracce 5-6, 9, 14-15)
- Jung Woo-young – registrazione (tracce 4-6, 9, 14-15)
- Ken Lewis – missaggio (tracce 6-8, 13)
- Kim Bo-sung – missaggio (tracce 17)
- Kim Do-hoon – scrittura (traccia 2)
- Kim Kyung-ham – assistenza al missaggio (traccia 5)
- Kim Seung-hyun – chitarra elettrica (traccia 4)
- Sam Klempner – missaggio (tracce 3, 12), registrazione (traccia 8), produzione (traccia 12), scrittura (traccia 12), grancassa (traccia 12), voce aggiuntiva (traccia 12)
- Lee Joo-young – basso (tracce 6, 9, 15)
- Lee Shin-sung – ritornello (traccia 9)
- Joy Malcolm – ritornello (traccia 8)
- Miss Kay – produzione (traccia 6), scrittura (traccia 6), tastiera (traccia 6), sintetizzatore (traccia 6), arrangiamento archi (traccia 6)
- David Nakaj – assistenza al missaggio (traccia 11)
- No Yang-soo – registrazione (tracce 4, 6, 9)
- Park Joo-won – chitarra elettrica (traccia 4)
- Philtre – produzione (traccia 5), scrittura (traccia 4), tastiera (traccia 5), sintetizzatore (traccia 5)
- Primary – produzione (traccia 8), scrittura (traccia 8), tastiera (traccia 8), sintetizzatore (traccia 8)
- Pdogg – produzione (tracce 1-2, 8, 10, 13-18), scrittura (tracce 1-2, 4, 8-18), tastiera (tracce 1-2, 8, 10, 13, 15-18), sintetizzatore (tracce 1-2, 8, 10, 13, 15-18), arrangiamento rap (tracce 1-2, 8, 11-13, 15-18), arrangiamento voci (tracce 2, 4, 8, 15-17), registrazione (tracce 1-2, 4, 8, 12-13, 15-18), programmazione ritmo (tracce 8, 14), programmazione aggiuntiva (traccia 11), missaggio aggiuntivo (traccia 17)
- David Quinones – scrittura (traccia 3)
- Richard Rawson – scrittura (traccia 10)
- James Reynolds – produzione (traccia 12), scrittura (traccia 12), armonica (traccia 12)
- James F. Reynolds – missaggio (tracce 2, 15-16)
- Arlissa Ruppert – scrittura (traccia 15), ritornello (traccia 15)
- Shin Min – arrangiamento archi (tracce 4, 6)
- Slow Rabbit – arrangiamento voci (tracce 3, 5, 9-10, 12-14, 17-18), registrazione (tracce 3, 5, 9-10, 12-14, 17-18), scrittura (tracce 5, 7, 9, 14), produzione (tracce 7, 9, 14), tastiera (tracce 7, 9, 14), sintetizzatore (tracce 7, 9, 14), arrangiamento rap (traccia 18)
- Spanker – produzione (traccia 11), scrittura (traccia 11), tutti gli strumenti (traccia 11)
- Chris "Tricky" Stewart – produzione (traccia 11), scrittura (traccia 11), tutti gli strumenti (traccia 11)
- Sumin – scrittura (traccia 4), ritornello (traccia 4), arrangiamento voci (traccia 4)
- Supreme Boi – arrangiamento rap (tracce 1, 8, 11-13), arrangiamento voci (traccia 8), registrazione (tracce 1, 8, 11-13), scrittura (tracce 10, 12-13, 16, 18)
- Lee Paul Williams – scrittura (traccia 10)
- Josh Wilkinson – produzione (traccia 12), scrittura (traccia 12), programmazione (traccia 12)
- Yang Ga – missaggio (tracce 1, 10, 14, 18)
- Yungstring – archi (tracce 4, 6, 9)

## Successo commerciale
I pre-ordini per Wings hanno raggiunto le 500.000 copie in una settimana; in seguito ha infranto il record di vendite mensili della Gaon Chart ed è diventato l'album più venduto dell'anno con 751.301 copie. Si è classificato alla posizione 26 della Billboard 200 con 16.000 unità, di cui 11.000 copie fisiche, segnando il miglior piazzamento di sempre fino a quel momento di un disco K-pop. È stato inoltre il primo disco coreano a figurare nella UK Albums Chart, in posizione 62. Ha vinto i premi Disco dell'anno ai Seoul Music Award, Album dell'anno (per il quarto trimestre) ai Circle Chart Music Award e il Bonsang ai Golden Disc Award.
Blood Sweat & Tears è stato il videoclip K-pop che ha raggiunto più velocemente i 10 milioni di visualizzazioni e il video musicale del genere più visto negli Stati Uniti nel mese di ottobre 2016 secondo Billboard; in Corea ha realizzato un all-kill poco dopo l'uscita ed è stata la prima hit del gruppo, posizionandosi prima nella Gaon Digital Chart, mentre tutte le altre tracce sono apparse nella top 50. Tredici delle canzoni sono entrate nella Billboard World Digital Songs, con Blood Sweat & Tears in posizione 1 durante la prima settimana.
You Never Walk Alone ha raggiunto le 700.000 copie fisiche in pre-ordine, il record per la prima metà del 2017. È entrato 61º nella Billboard 200, consolidando la posizione del gruppo come artista coreano con più dischi mai entrati in classifica, mentre ha raggiunto il primo posto nella Billboard World Albums. In Corea del Sud ha totalizzato il maggior numero di vendite fisiche mensili della prima metà dell'anno, piazzandosi in vetta alla classifica di febbraio con 713.063 copie, ed è stato candidato Album dell'anno ai Melon Music Awards 2017.
Un'ora dopo la sua pubblicazione a mezzanotte, Spring Day ha conseguito un all-kill, e l'elevata domanda ha causato un errore sul portale di musica Melon, che è diventato temporaneamente inaccessibile. Ha debuttato alla posizione 15 nella Bubbling Under Hot 100 e, con 14.000 download, è stata prima nella Billboard World Digital Songs, posizione occupata da Not Today la settimana successiva.
Wings e You Never Walk Alone hanno venduto 1,49 milioni di copie fisiche in Corea dall'uscita a febbraio 2017, e hanno superato i 2,15 milioni a marzo 2020.

## Classifiche

### Classifiche settimanali
| Classifica (2016-2020) | Posizione massima | Posizione massima    |
| Classifica (2016-2020) | Wings             | You Never Walk Alone |
| ---------------------- | ----------------- | -------------------- |
| Belgio (Fiandre)       | 72                | —                    |
| Belgio (Vallonia)      | 149               | —                    |
| Canada                 | 19                | 35                   |
| Corea del Sud          | 1                 | 1                    |
| Croazia                | 15                | 29                   |
| Finlandia              | 31                | —                    |
| Francia                | 161               | —                    |
| Giappone               | 7                 | 7                    |
| Irlanda                | 71                | —                    |
| Norvegia               | 24                | —                    |
| Nuova Zelanda          | 24                | —                    |
| Paesi Bassi            | 68                | —                    |
| Regno Unito            | 62                | —                    |
| Stati Uniti d'America  | 26                | 61                   |
| Svezia                 | 56                | —                    |
| Svizzera               | 62                | —                    |
| Ungheria               | 24                | 25                   |

### Classifiche di fine anno
| Classifica           | Posizione massima | Posizione massima    |
| Classifica           | Wings             | You Never Walk Alone |
| -------------------- | ----------------- | -------------------- |
| Corea del Sud (2016) | 1                 | —                    |
| Corea del Sud (2017) | 35                | 3                    |
| Corea del Sud (2018) | 34                | 42                   |
| Corea del Sud (2019) | 42                | 44                   |
| Ungheria (2019)      | —                 | 97                   |
| Corea del Sud (2020) | 68                | 74                   |
| Corea del Sud (2021) | 59                | 60                   |

## Riconoscimenti
- Circle Chart Music Award
  - 2017 – Album dell'anno (quarto trimestre) (Wings)[70][112]
  - 2018 – Album dell'anno (primo trimestre) (You Never Walk Alone)[113]
- Golden Disc Award
  - 2017 – Bonsang - sezione album (Wings)[71]
  - 2017 – Candidatura Daesang - sezione album (Wings)[114]
- Melon Music Award
  - 2017 – Candidatura Album dell'anno (You Never Walk Alone)[82]
- Seoul Music Award
  - 2017 – Disco dell'anno (Wings)[69]
- Soompi Award
  - 2018 – Album dell'anno (You Never Walk Alone)[115]